# Едвард Кава
Едвард Кава OFMconv (нар. 17 квітня 1978, Мостиська) — український римо-католицький єпископ, конвентуальний францисканець, віце-президент Конференції вищих настоятелів в Україні; у 2017—2025 роках єпископ-помічник Львівської архідієцезії Римо-Католицької Церкви в Україні і титулярний єпископ Цілібії; з 1 липня 2025 року — єпископ-ординарій Кам'янець-Подільської дієцезії

## Життєпис
Народився 17 квітня 1978 у Мостиськах на Львівщині.
У 1996 вступив до Ордену Менших Братів Конвентуальних. Навчався в семінарії «Марія Цариця Апостолів» у Санкт-Петербурзі, де після завершення студій 1 червня 2003 отримав священичі свячення. Має науковий ступінь магістра.
У 2003—2005 роках був вікарієм парафії Преображення Господнього в Борисполі.
У 2005—2009 роках — настоятель парафії Св. Йосифа в Кременчуці.
У 2008 році виконував уряд делегата провінції св. Антонія Падуанського в Україні.
У 2009—2010 роках був настоятелем монастиря та душпастирем парафії Преображення Господнього в Борисполі.
У 2010—2012 роках — настоятель парафії Різдва Пресвятої Діви Марії в Мацьківцях.
У 2012—2016 роках знову був настоятелем монастиря та душпастирем парафії Преображення Господнього в Борисполі.
У 2012 році став віце-президентом Конференції вищих настоятелів в Україні.
З 2016 року — настоятель монастиря та душпастир санктуарію Св. Антонія у Львові.

## Єпископ
13 травня 2017 року Папа Франциск призначив о. Едварда Каву єпископом-помічником Львівської архідієцезії Римо-Католицької Церкви в Україні, надавши йому титул єпископа Цілібії.
Єпископська хіротонія відбулася 21 червня 2017 у Львівській митрополичій базилиці. Головним святителем був архієпископ Мечислав Мокшицький, Львівський митрополит, а співсвятителями — архієпископ Клаудіо Гуджеротті, Апостольський Нунцій в Україні, та єпископ Станіслав Широкорадюк, ординарій Харківсько-Запорізької дієцезії РКЦ. 39-річний Едвард Кава став наймолодшим католицьким єпископом у світі.
1 липня 2025 року Папа Лев XIV призначив Едварда Каву правлячим єпископом Кам'янець-Подільської дієцезії Римо-Католицької Церкви в Україні.

## Сім'я
У Католицькій Церкві також служить його брат Станіслав Кава.